# Argyroxiphium virescens
Argyroxiphium virescens là một loài cây nở hoa trong họ Asteraceae.
Nó đã chỉ được tìm thấy ở quần đảo Hawaii.
Môi trường sinh sống tự nhiên của chúng là các khu rừng vùng núi ẩm nhiệt đới hoặc cận nhiệt đới cây bụi ở khu vực cao nhiệt đới và cận nhiệt đới.
Nó đã được chính thức tuyên bố tuyệt chủng. Theo một trang mạng Hawaii, một vài mẫu vẫn còn được nhìn thấy ở Ko'olau Gap, trên các sườn của núi Haleakala ở Maui.